# Hilversumsche Draadlooze Omroep
De Hilversumsche Draadlooze Omroep was -na de omroep PCGG van Hanso Idzerda in Den Haag (6 november 1919- november 1924) de tweede particuliere omroep van Nederland.
Nadat er al eerder, vanaf 1923, Hilversumse radiouitzendingen waren verzorgd onder auspiciën van de Nederlandsche Seintoestellen Fabriek, gebeurde dat vervolgens in samenwerking met de HDO, die op 1 maart 1926 een zelfstandige stichting werd. In maart 1927 ging deze stichting over in de Algemeene Nederlandsche Radio Omroep (ANRO), die eind 1927 fuseerde met de Nederlandsche Omroep Vereeniging (NOV). Daarmee ontstond de AVRO.
Drijvende kracht van de HDO was Willem Vogt, die later directeur van de AVRO zou worden. Bekende medewerkers van de HDO waren onder anderen zangeres Antoinette van Dijk, letterkundige P.H. Ritter jr., taalcursusleider Fred Fry en modemaakster Ida de Leeuw van Rees. Vanaf januari 1925 zond de omroep de, door Philips gesponsorde, "Mengelberg-concerten" van het Concertgebouworkest uit. Ook had de HDO een eigen orkest, geleid door Nico Treep.